# HD 155711
HD 155711，又名BD+52 2032，SAO 30277、HR 6395，是一颗恒星，视星等为6.29，位于銀經79.68，銀緯36.35，其B1900.0坐标为赤經17h 8m 13.1s，赤緯+52° 36.35′ 52″。